# Cirsium heterotrichum
Cirsium heterotrichum là một loài thực vật có hoa trong họ Cúc. Loài này được Pančić mô tả khoa học đầu tiên năm 1883.